# Фишичи (Бузау)
Фишичи (рум. Fișici) насеље је у Румунији у округу Бузау у општини Бозиору. Oпштина се налази на надморској висини од 473 m.

## Становништво
Према подацима из 2002. године у насељу је живело 113 становника, од којих су сви румунске националности.